# Dingle (Filipinas)
Dingle es un municipio filipino de tercera clase, perteneciente a la provincia de Iloílo, en las Bisayas Occidentales.

## Geografía
El lugar está bañado por las aguas del río Jalaud.

## Historia
El pueblo se fundó en 1825. Hacia mediados del siglo XIX, el lugar, que por entonces estaba unido en lo civil y lo eclesiástico a Laglag, tenía contabilizada una población de 5515 habitantes, repartidos en alrededor de 920 casas. Aparece descrito en el segundo volumen del Diccionario geográfico, estadístico, histórico de las Islas Filipinas (1851) de Manuel Buzeta Núñez y Felipe Bravo con las siguientes palabras:

DINGLE: pueblo, que forma jurisd. civil y ecl. con el de Laglag, en la isla de Panay, prov. de Iloilo, dióc. de Cebú; se halla sit. en los 126° 27' 54" long., 11° 5' 47" lat., una hora dist. del mar, á la orilla der. del r. Jalaud, en terreno desigual. Disfruta de buena ventilacion y clima templado y saludable. Se fundó en 1825, y en el dia tiene como unas 920 casas, en general de sencilla construccion, distinguiéndose entre ellas la casa parroquial y la llamada tribunal ó de justicia, donde se halla la cárcel. Hay escuela de primeras letras, dotada de los fondos del comun, á la que asisten bastantes alumnos; é igl. parr. bajo la advocacion de San Juan Bautista, servida por un cura regular: toda ella es de muy buena fábrica de piedra, que les proporciona las canteras, que abundan en los montes vecinos. El term. confina con el del pueblo de Pototan (á 1 leg.); con el de Barotac-Nuevo, dist. tambien 1 leg.; y el pueblo de Laglag, que está en su jurisd., dista unas 2 leg. Su terreno es muy fértil, en él abundan los montes, y lo bañan varios riach. ademas del r. Jalaud, que trae su orígen desde la cordillera de montes, que separa la prov. de Antique de la de Iloilo: su corriente es pausada por tener bastante profundidad, lo que le hace navegable. La perspectiva que ofrece todo el término es grandiosa y agradable á la vista. El monte Dingle, que es de bastante elevacion, se encuentra á una milla del pueblo, y es admirable por lo caprichosa que se muestra alli la naturaleza. Entrando por una abertura que hay en el mismo monte se ve una espaciosa gruta, que presenta la figura de un templo ó de cualquier otro edificio fantástico, que cree uno verlo en realidad, al mirar el cristal de roca y las hermosas piedras de alabastro y mármol, que forman sus paredes; hallándose ademas otra tan dura como la berroqueña, que abunda mucho en todo el térm., en el que se encuentran tambien buenas canteras de alabastro. Hay algunas minas de oro, pero no se aprecia mucho este importante recurso por los naturales, por preferir el cultivo y beneficio de sus tierras, á la estraccion de este metal. prod. bastante arroz, maiz, algodon, caña dulce, cacao, legumbres, buen tabaco y mucha fruta. ind.: la agrícola y la fabricacion de algunas telas de piña y abacá, en que generalmente se ocupan las mugeres. comercio: este consiste en la esportacion del sobrante de sus prod. tanto agrícolas como fabriles, principalmente del arroz que cosechan en abundancia, y en la importacion de muchos de aquellos artículos de que ellos carecen. pobl. 5,515 alm., 940 trib., que ascienden á 9,400 rs. plata, equivalentes á 23,500 rs. vn.
(Buzeta y Bravo, 1851, p. 19)

En 2020, tenía censados 45 965 habitantes.